# Ньозель
Ньозе́ль (фр. Niozelles, окс. Nuasèlas) — коммуна во Франции, находится в регионе Прованс — Альпы — Лазурный Берег. Департамент коммуны — Альпы Верхнего Прованса. Входит в состав кантона Форкалькье. Округ коммуны — Форкалькье.
Код INSEE коммуны — 04138.

## Население
Население коммуны на 2008 год составляло 233 человека.
| 1962 | 1968 | 1975 | 1982 | 1990 | 1999 | 2008 |
| ---- | ---- | ---- | ---- | ---- | ---- | ---- |
| 138  | 125  | 106  | 111  | 170  | 199  | 233  |

## Климат
Климат средиземноморский, лето жаркое и сухое, зимой прохладно, часто бывают заморозки.
Ньозель не имеет своей метеостанции, ближайшая находится в Вильнёве.
| Показатель                           | Янв. | Фев. | Март | Апр. | Май  | Июнь | Июль | Авг. | Сен. | Окт. | Нояб. | Дек. | Год  |
| ------------------------------------ | ---- | ---- | ---- | ---- | ---- | ---- | ---- | ---- | ---- | ---- | ----- | ---- | ---- |
| Средний суточный максимум, °C        | 8,6  | 10,9 | 15,4 | 16,9 | 21,4 | 25,8 | 29,3 | 28,9 | 24,0 | 18,5 | 12,7  | 9,3  | 18,5 |
| Средняя температура, °C              | 4,3  | 6,2  | 8,2  | 11,1 | 15,1 | 19,3 | 22,4 | 22,0 | 18,0 | 13,4 | 8,2   | 5,2  | 12,8 |
| Средний суточный минимум, °C         | −0,0 | 0,5  | 3,0  | 5,4  | 8,9  | 12,8 | 15,4 | 15,2 | 12,0 | 8,2  | 3,8   | 1,1  | 7,2  |
| Норма осадков, мм                    | 27   | 25   | 24   | 44   | 40   | 28   | 21   | 33   | 46   | 54   | 53    | 31   | 426  |
| Источник: Relevé météo de Villeneuve |      |      |      |      |      |      |      |      |      |      |       |      |      |

## Экономика

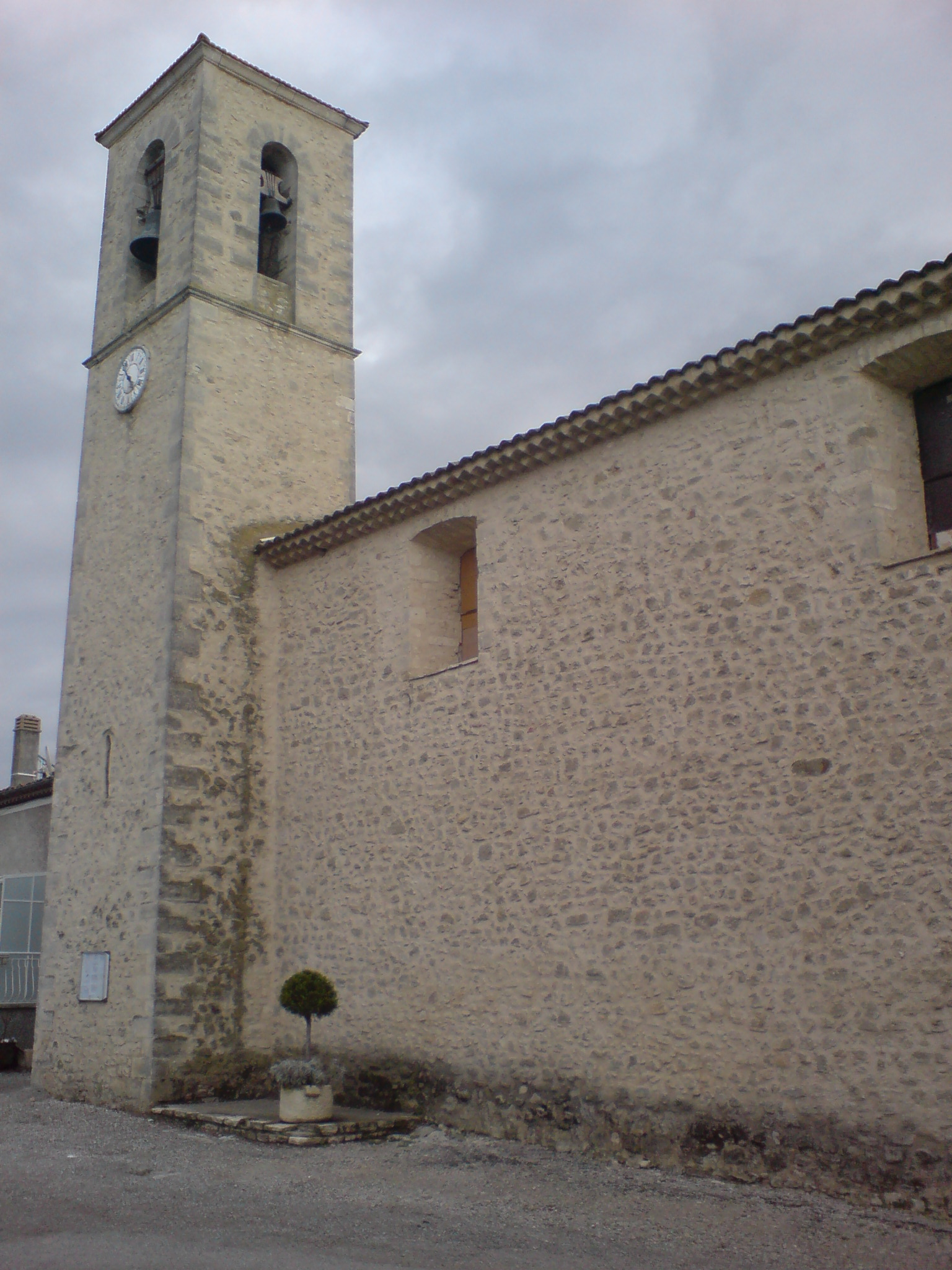
Церковь Сент-Этьен

В 2007 году среди 140 человек в трудоспособном возрасте (15—64 лет) 106 были экономически активными, 34 — неактивными (показатель активности — 75,7 %, в 1999 году было 65,3 %). Из 106 активных работали 96 человек (48 мужчин и 48 женщин), безработных было 10 (4 мужчин и 6 женщин). Среди 34 неактивных 9 человек были учениками или студентами, 11 — пенсионерами, 14 были неактивными по другим причинам.

## Достопримечательности
- Замок (XVI—XVIII века)
- Приходская церковь Сент-Этьен
- Церковь Сент-Альбан
- Мельница
- Донжон (XIII век)